# Керинейська лань
Керине́йська лань (грец. he Kerynitis elaphos) — у давньогрецькій міфології — прудконога лань з золотими рогами й мідними копитами, яку не змогла спіймати навіть Артемідіа. Назва пов'язана з найменуванням гори Керинея в Аркадії. Лови лані були третім подвигом Геракла на службі в Еврістея.
Історичним підґрунтям міфу вважається захоплення ахейцями місцевого святилища Артеміди в образі лані.

## Походження
Артеміда ще в дитинстві побачила п'ятьох прекрасних ланей біля річки Анавр у Фессалії, що були більшими за биків і мали золоті роги. Чотирьох з них богині вдалося впіймати та запрягти до своєї колісниці, а остання втекла на Керинейський пагорб за волею Гери. Там лань здійснювала набіги на поля місцевих жителів.
За іншою версією, лань була присвячена Артеміді плеядою Тайгетою в подяку за те, що Артеміда тимчасово перетворила її на лань аби врятувати від залицянь Зевса.

## Лови Керинейської лані
Геракл, отримавши завдання від Еврістея зловити лань живою, цілий рік переслідував її, але не міг наздогнати. Героєві довелося зайти в далеку країну гіпербореїв, але врешті лань втомилася і сховалася біля річки Ладон. Геракл, щоб не вбити тварину, вистрілив з лука так, щоб стріла пройшла між кістками і пробила обидві передні ноги лані. За іншою версією, він зловив її, накинувши сітку, коли лань спала.
Артеміда розгнівалася за таке поводження з ланню, що мала належати їй, але зважаючи на те, що це було завдання Еврістея, змилостивилася і наказала принести лань живою до Мікен.

## Трактування міфу про Керинейську лань
У подоланні Гераклом божественної лані вбачається відображення захоплення ахейцями святилища Артеміди, де богиня зображалася в подобі лані. Кожного року олімпіади богині приносилася жертва — людину, одягнену в шкуру оленя, вбивали під час ритуального полювання. Крім того, лань могла слугувати метафорою мудрості. Первісно подвиг, імовірно, приписувався дактилю на ймення Геракл, а не Гераклу — сину Зевса й Алкмени.